# Институт за економију и менаџмент у индустрији
Институт за економију и менаџмент у индустрији (ИЕУП) је руска недржавна институција високог образовања . Постоји од 1995. године.

## Историја института
Институт је основан 1995. године за обављање образовне и истраживачке дјелатности у области економије индустријских предузећа, предузетништва и јавно-приватног партнерства.
Године 1999. Институту је придружен Центар за обуку „Станкобизнес“, основан 1936. године као „Московски завод за усавршавање инжењерско-техничких радника специјалне индустрије  “. Године 1946. назив је промијењен у „Московски институт за усавршавање и преквалификацију инжењерских и техничких радника Министарства пољопривреде СССР-а“   . Током 1950-их година, због поновљене промјене припадности одјељењима, назив института се сходно томе промијенио: „Московски институт за усавршавање и преквалификацију инжењерских и техничких радника Министарства машинства СССР-а“  (1953-1954.), „Московски институт за усавршавање и преквалификацију инжењерско-техничких радника Министарства аутомобилске, тракторске и пољопривредне технике СССР-а“  (1954-1955.), „Московски институт за напредне студије и преквалификацију инжењерских и техничких радника Министарство трактора и пољопривреде СССР“  (1955-1957.), „Институт за усавршавање руководилаца и инжењерско-техничких радника Московског градског вијећа народне привреде у индустријској групи „А“  (1957-1962.). 60-их година прошлог вијека компанија је реорганизована у више техничке курсеве: „Виши технички курсеви усавршавања за руководиоце и инжењерске раднике Московског градског вијећа народне привреде у индустријској групи „А““  (1962-1966.), „ Курсеви вишег техничког усавршавања за руководиоце и инжењерско-техничке раднике Министарства за машинску индустрију и индустрију алата СССР“  (1966—1970.). Од 1970. године, већ 20 година, организација се зове „Институт за усавршавање руководилаца и стручњака Министарства за машинску индустрију и индустрију алата СССР“  (1970–1990.). Године 1990. Институт је реорганизован у Државни едукативно-консултантски комерцијални центар Станкобизнес  .
Послије 2000. године у састав Института укључено је неколико организација науке и образовања – Институт за економска и друштвена истраживања, АНО „ИЕиСО“, АНО „Центар за социјално-радне односе“. Тренутно Институт дјелује као организација високог образовања и усавршавања у области економије и менаџмента. Основна специјализација дјелатности Института односи се на пружање пословних обука и услуга пословног саветовања. Институт има хотел и пословни центар. Институт је програмер и нуди услуге интернет платформе за образовање на даљину.

## Органи управљања Института за економију и менаџмент у индустрији

### Ректори
- Бојко Валериј Леонидовић, др – од августа 2021. године до данас [12] .
- Бакхметиев Вадим Александровић, др — од октобра 2017.године  до августа 2021. године [12] .
- Лајфуров Сергеј Николајевић, др — од септембра 2016. године до октобра 2017. године [12] .
- Самолетов Роман Валериевић, др — од августа 2015. године до септембра 2016. године[12] .
- Романовски Владимир Владимировичћ- од децембра 2012. године до августа 2015. године[12] .
- Рјабинин Алексеј Валериевич, доктор економских наука — од децембра 1995. године до децембра 2012. године [12] .

### Предсједници
- Рјабинин Алексеј Валериевић, доктор економских наука — од децембра 2012. године.

### Извршни директори
- Бакхметиев Вадим Александровић, др — од септембра 2021. године [12] [13] .

## Структура института
Од новембра 2021. године , структура Института за економију и менаџмент у индустрији је сљедећа:
- Ректорат
- Економски факултет :
  - Економско одјељење
- Остале структурне јединице:
  - Комисија за избор
  - Просвјетно-методичко одјељење
  - Извршна дирекција

## Образовне активности
Институт за економију и менаџмент у индустрији остварује образовну дјелатност у области стручног високог образовања на специјалностима: „Економија“, „Менаџмент“, „Управљање кадровима“, „Државна и општинска управа“  .
Институт има државну акредитацију за период до 2027. године на специјалности „Економија“  .
Од 2017. године  1015 студената основних, специјалистичких и мастер студија студира на Институту за економију и менаџмент у индустрији.
Програми обуке универзитета такође имају стручну јавну акредитацију: области обуке у специјалностима „Менаџмент“ и „Државна и општинска управа“ акредитује Савет за акредитацију Удружења менаџера Руске Федерације  , а програми на специјализацијама „Економија“ и „Управљање кадровима“ су акредитовани Савјетом за акредитацију Слободног економског друштва Руске Федерације   . 19. октобра 2011. године универзитет је добио државну акредитацију    .

## Издавачка дјелатност
Институт за економију и менаџмент у индустрији, заједно са Институтом за економска и друштвена истраживања, издаје периодичне публикације: „Локална самоуправа у Руској Федерацији“ (излази од 2007. године, тираж 5000 примјерака)  и „Индустријска политика у Руској Федерацији“. Руска Федерација” (излази од 1999. године, тираж 5000 примјерака)  . Институт је издавао и часописе „Федерални односи и регионална социо-економска политика” (1999–2008.)  и „Корпоративна друштвена одговорност” (2012–2018.) .
Поред периодичних публикација, Институт је издао много различитих научних и образовних публикација. Најпознатија публикација Института је Цјелорусска енциклопедија, чији је први примјерак, „Градови и насеља”, објављен 2001. године, а други, „Региони”, 2002. године. Поред тога, Институт за економију и менаџмент у индустрији два пута годишње објављује приручник „Федералне и регионалне власти Руске Федерације“.